# Gawędziarz
Gawędziarz (hiszp. El hablador) – powieść peruwiańskiego pisarza Maria Vargasa Llosy, wydana w 1987 roku. W Polsce pierwsze wydanie ukazało się w 1998 r., nakładem poznańskiego Domu Wydawniczego Rebis.
Jest to powieść opisująca amazońskie, wędrowne plemię Machiguenga. Autor opowiada o roli gawędziarzy w ich świecie, przedstawia ich opowieści, przeplatane historiami z życia narratora, który prowadzi nas po realiach peruwiańskiej przyjaźni i magicznego świata plemiennego. Powieść jest pełna elementów magicznych, rytuałów, legend, zjawisk nadprzyrodzonych.

## Geneza dzieła
Mario Vargas Llosa odbył podróż do Dżungli Amazońskiej w roku 1958. To właśnie za sprawą tej podróży poczuł się zainspirowany do napisania „Gawędziarza” i innych powieści o tematyce Indygenizmu. Najbardziej przykuły jego uwagę warunki życia Indian, ich światopogląd i położenie względem reszty społeczeństwa.

## Narracja
Charakterystyczną cechą dzieła jest jego podział na dwie części, które stanowią dwa różne typy narracji. Pierwszym narratorem jest sam autor utworu – Mario Vargas Llosa, który mimo iż nie ujawnia w powieści swego imienia i nazwiska, zdradza szczegóły, dzięki którym czytelnik bez problemu rozpoznaje w nim pisarza. Nowelista, oprócz opowieści o własnym życiu: relacji z odbytych podróży po Dżungli Amazońskiej czy też opisu przeprowadzanych badań lingwistycznych ukazywanych m.in. w programie telewizyjnym „Wieża Babel”, w którym pracował, opowiada głównie o losach drugiego narratora. Jak się później okazuje, jest nim jego przyjaciel Saúl Zuratas, peruwiański Żyd, który zafascynowany plemieniem Machiguengów, po zakończeniu studiów antropologicznych, w tajemnicy przed wszystkimi opuszcza cywilizację, by zamieszkać wśród ludów plemiennych i stać się jednym z Gawędziarzy. Część powieści, w której narratorem jest Zuratas, składa się głównie ze snutych przez niego historii, legend i mitów związanych z życiem Indian zamieszkujących nienaruszone przez cywilizację, najgłębiej położone zakątki Dżungli Amazońskiej. Każdemu z ośmiu rozdziałów przypisany jest tylko jeden typ narracji.

## Streszczenie
Rozdziały: I i VIII to zbiór anegdot ukazujących codzienne życie autora zamieszkałego w tamtym czasie we Florencji. Jedna z nich opisuje moment, w którym narrator, będąc w galerii sztuki poświęconej plemieniu Machiguenga, rozpoznaje na zdjęciu swojego towarzysza z czasów studenckich – Saúla. Na miejscu dowiaduje się, że jego dawny przyjaciel nie żyje. W ostatnim, VIII rozdziale powieści Mario Vargas Llosa nawiązuje do losów Zuratasa i próbuje odnaleźć ukrytą przyczynę tłumaczącą jego ogromne zainteresowanie indiańskim plemieniem: powodem mogło być jego żydowskie pochodzenie, czy też zajmująca prawie połowę jego twarzy blizna – obie rzeczy sprawiały, że czuł się inny niż wszyscy, czyli dokładnie tak samo jak czuje się oddalona od cywilizacji, żyjąca w głębi Dżungli Amazońskiej, indiańska grupa etniczna Machiguenga. Saúl utożsamiał się z odmiennym od reszty społeczeństwa plemieniem i chciał być jego częścią, ponieważ tylko w nim nie czuł się w żaden sposób osądzany. Jednak w rzeczywistości nigdy nie poznamy prawdziwej przyczyny.
Rozdziały II, IV i VI odnoszą się do przeszłości, czasów studenckich, w których autor powieści i drugi narrator byli przyjaciółmi. Saúl, ze względu na swoją charakterystyczną bliznę, przezywany był jako „Mascarita”. Oprócz tego, kolejną rzeczą, która odróżniała go od społeczności peruwiańskiej były jego korzenie. Ojciec Saúla był Żydem, matka zaś Kreolką, która zmarła jak ten jeszcze studiował. Zuratas był studentem etnologii i prawa, które w efekcie zostawił poświęcając się swojej ogromnej pasji i zamieszkując wśród Indian. W szczególności pasjonował się życiem plemienia Machiguenga, za sprawą którego został Gawędziarzem i tym samym stał się częścią jego indiańskiej wspólnoty. Mimo że chciał zostać etnologiem nie popierał głównej idei tego zawodu, od zawsze powtarzał, że przeprowadzane badania antropologiczne bardzo szkodzą Indianom zakłócając ich spokój i naturalny rytm życia. Według Saúla, plemienia Dżungli Amazońskiej w żaden sposób nie powinny być badane ani tym bardziej modernizowane, ponieważ każde, nawet najmniejsze działanie ze strony społeczeństwa przyczyniłoby się do utraty tożsamości plemienia i w tym do jego wyginięcia. Odmienne zdanie na ten temat ma narrator, Mario Vargas Llosa, który na podstawie swoich podróży po Amazonii przekonał się co do słuszności, a nawet potrzeby unowocześnienia oddalonych od cywilizacji wspólnot etnicznych. Rozdział VI dotyczy pracy pisarza dla programu telewizyjnego o nazwie „Wieża Babel” poświęconemu życiu plemienia Machiguenga. Narrator wspomina też o nieznanych dla społeczeństwa gawędziarzach. Przypuszcza, że Saúl przerodził się w jednego z nich.
Rozdziały III, V i VII stanowią drugą, odrębną część narracyjną powieści, w której za sprawą narratora gawędziarza rzeczywistość nieustannie przeplata się z fikcją pełną nadprzyrodzonych zdarzeń i magii. Ich treść składa się z mitów, legend i opisu różnego rodzaju metafizycznych doświadczeń z życia Machiguengów. Są to m.in. opowieści sięgające początków istnienia danego plemienia, w których występują bogowie i demony świata indiańskiego. Pojawia się stały motyw wędrówki. Gawędziarz nieustannie przemieszcza się odwiedzając kolejne wioski indiańskie, w których spędza czas na opowiadaniu historii, w których niektóre postacie przybierają różne formy i oblicza. Przykładem jest Tasurinchi, który wciela się w więcej niż jedna postać, ma wiele imion i zawsze odgrywa główną rolę w opowieściach Gawędziarza. W niektórych historiach ukazuje się jako bóg, który za każdym razem gdy się pojawia charakteryzuje się innymi właściwościami. Każda opowieść mieści w sobie szereg tajemnych, niewytłumaczalnych w sposób logiczny sytuacji. Innym przykładem może być moment, w którym Tasurinchi, który tuż po zjedzeniu mięsa jelenia przeobraża się w zwierzę, czy też historia Grgor-Tasurinchi zamienionego w owada, którego rodzina przestaje odczuwać wstyd w chwili gdy ten w efekcie zostaje pożarty przez inne zwierzę.

## Tematyka powieści

### Kontrasty
Jednym z tematów jakie można dostrzec w utworze jest konfrontacja modernizmu ze światem odciętym od cywilizacji. Saúl jest zwolennikiem tradycji i sprzeciwia się modernizacji indiańskich plemion, narrator zaś przekonany jest o zaletach rozwoju i jego dobrym wpływie na styl życia plemienia Machiguenga. Oprócz tego, powieść jest zbiorem innych kontrastów takich jak: rzeczywistość vs fikcja czy wspólnota vs naród. Wszystkie przeciwieństwa obrazują tożsamość i położenie, w jakim się znajduje Ameryka Łacińska.

### Kultura Indian
Inną ważną kwestią, której poświęcona jest zdecydowana większość powieści jest kultura Indian i związane z nią aspekty ideologiczne, religijne etc. W treści utworu zobrazowane są zarówno praktyki i rytuały, jak i wierzenia Indian, ich poglądy i koncepcje na temat życia i śmierci. Każda przekazywana przez Gawędziarza opowieść niesie za sobą ukryte znaczenie, refleksję, która zawiera w sobie różnego rodzaju teorie jakimi kierują się, żyjący w sposób pierwotny, mieszkańcy Dżungli Amazońskiej.

### Poszukiwanie prawdy
„Gawędziarz” jest również dziełem ukazującym oblicze prawdy. Narrator, w którego wcielił się Mario Vargas Llosa poszukuje prawdy dotyczącej losów Saúla. Usiłuje dowiedzieć się czy to właśnie jego przyjaciel zamienił się w tajemniczego członka plemienia Machiguenga.

## Znaczenie postaci Gawędziarza
Gawędziarz reprezentuje głównego bohatera utworu i jest postacią o symbolicznym znaczeniu. Rola mówcy, którą przyjmuje w danym dziele ma na celu ukazanie wyższości słowa mówionego nad słowem pisanym. Gawędziarz, poprzez przekazywanie różnorodnych, zaczerpniętych z codziennego życia Indian, opowieści, legend czy mitów, nie tylko spełnia funkcję umilającego czas anegdociarza, lecz staje się kimś znacznie ważniejszym. Jego ciągłe wędrówki i sposób w jaki komunikuje się z resztą wspólnoty przeobrażają go w swego rodzaju pośrednika, który jednoczy i zespala ze sobą oddalone od siebie plemienia. Stanowi niezastąpione, jedyne w swoim rodzaju źródło informacji, które w oczach mieszkańców wioski czyni go mentorem, przewodnikiem, a nawet mędrcem. To właśnie od jego przekazu zależy dalsza przyszłość całej indiańskiej społeczności. Ukazana w ten sposób zostaje potęga słowa mówionego i szczególne znaczenie wypowiedzi ustnej jako jednego ze sposobów komunikacji

## Krytyczny odbiór utworu
Powieść zyskała opinię wielu krytyków literackich. Ursula K. Le Guin, recenzentka i korespondentka „NY Times” krótko podsumowała swoje refleksje na temat noweli opisując ją jako dzieło należące do gatunku science fiction. Wydała książce znakomitą recenzję chwaląc m.in. zdolność Vargasa Llosy do dyskusji na temat roli białego człowieka i wpływów zachodniej kultury na społeczności prymitywne. Według niej: „To me this is Mr. Vargas Llosa’s most engaging and accessible book, for the urgency of its subject purifies and illuminates the writing. I was spellbound, as if by the voice of that storyteller in the circle of listeners”.
Magazyn „Kirkus” podważył bezowocne starania autora nad podkreśleniem kluczowej roli Gawędziarza jako głównego bohatera powieści. Poddając krytyce ten istotny aspekt utworu określa efekt pracy pisarza jako niesatysfakcjonujący i wybrakowany.
Wydawca „The Publisher Weekly” opublikował doskonałą opinię na temat powieści: „Written in the direct, precise, often vernacular prose that Vargas Llosa embues with elegance and sophistication, this is a powerful call to the author’s compatriots — and to other nations — to cease despoiling the environment”.